# فتح الجواد بشرح الإرشاد

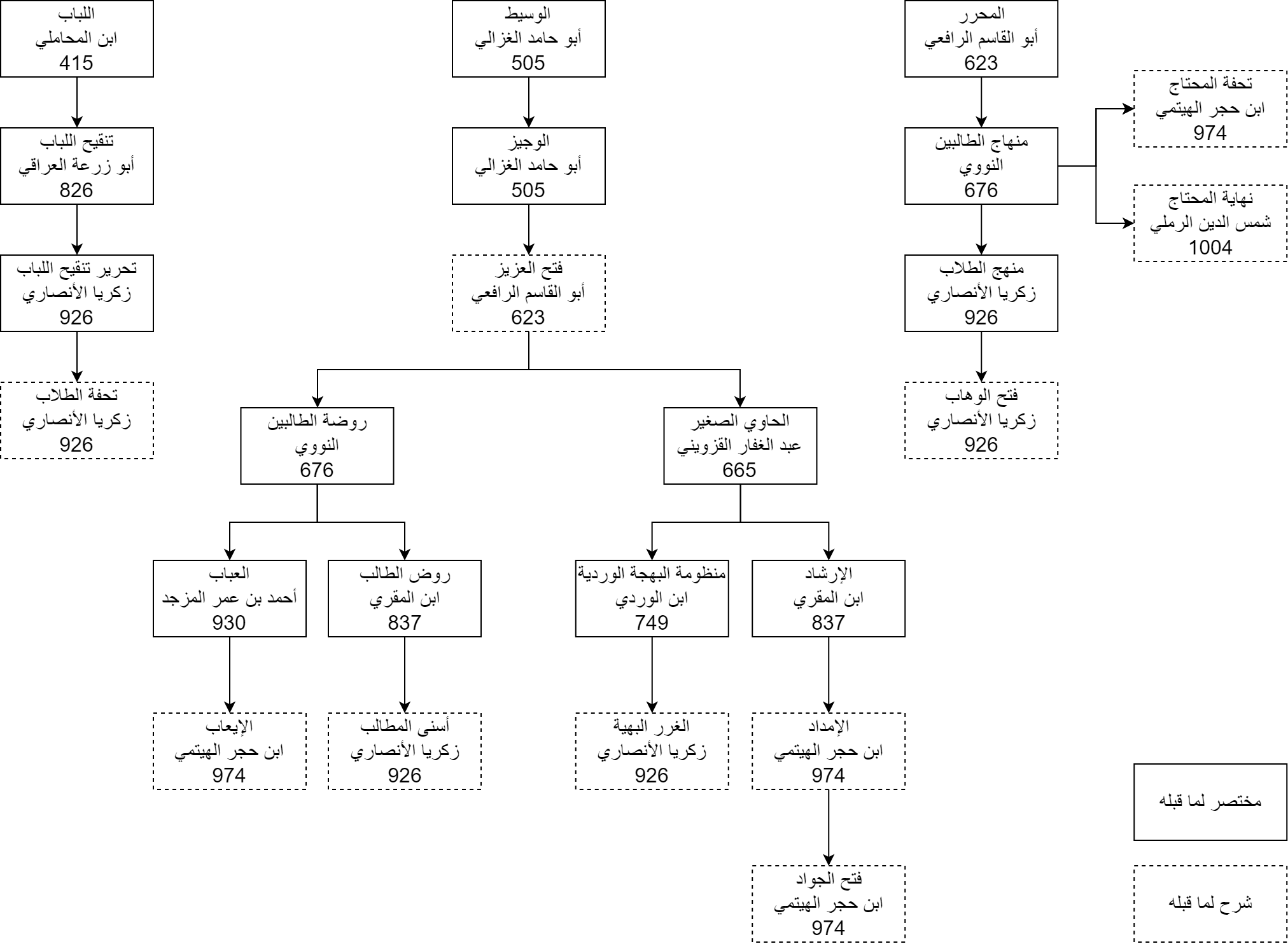
بعض أهم كتب الفقه الشافعي، ويظهر كتاب "فتح الجوَّاد" أسفل الشجرة.

فتح الجواد بشرح الإرشاد للإمام ابن حجر الهيتمي الشافعي (ت 974هـ) من أهم كتب الفقه عند الشافعية، وهو عبارة عن تلخيص لكتابه «الإمداد بشرح الإرشاد» الذي شرح فيه كتاب الإرشاد لابن المقرئ (ت 837هـ)، الذي هو مختصر لكتاب الحاوي الصغير لعبد الغفار القزويني (ت 665هـ).

## سبب تأليف الكتاب
يقول ابن حجر الهيتمي: